# Nick Beggs
Nick Beggs, właśc. Nicholas Beggs (ur. 15 grudnia 1961 w Winslow, w obrębie hrabstwa Buckinghamshire) – brytyjski muzyk pop, multiinstrumentalista, gitarzysta basowy i chapman stick oraz wokalista zespołu Kajagoogoo.

## Życiorys
Jego rodzicami byli Herby i Joan Beggs, ma młodszą siostrę Jacqueline. W wieku dziesięciu lat założył swój pierwszy zespół Johnny and the Martians. Kiedy w listopadzie 1979, zmarła matka Beggsa, opiekował się swoją siostrą, która miała wówczas 15 lat. Po opuszczeniu szkoły podjął pracę w zakładzie gospodarowania odpadami.
W 1979 założył zespół Art Nouveau, którego nazwa została później zmieniona na Kajagoogoo. W 1983, po wydaleniu z zespołu frontmana Limahla, został głównym wokalistą grupy.
Ma córkę Lulę (ur. 1991) z pierwszego małżeństwa, które zakończyło się w 1994. Ze związku z Ann, z którą ożenił się w 2003, ma córkę Willow (ur. 2002). Jest również ojczymem dzieci Ann: Olivii, Jake’a i Calluma Keenana. Zamieszkał w Leighton Buzzard, w obrębie hrabstwa Bedfordshire. 
Współpracował z takimi zespołami i artystami jak ABC, Alphaville, Belinda Carlisle, Celtus, China Crisis, Cliff Richard, Cozi, Curiosity Killed The Cat, D:Ream, Engelbert Humperdinck, Gary Numan, Go West, Howard Jones, Iona, Keke, Kim Wilde, Maddy Prior, Mark Shaw, Michael Bolton, Midge Ure, Nena, Nick Heyward, Polysics, Rick Waller, Right Said Fred, Seal, Steve Hackett, Steve Howe, T’Pau, Terl Bryant, Then Jerico, There She Was, Tina Turner, Tom McRae, Tony Hadley, Toyah Willcox, Troy Donockley i Warren Cuccurullo, Steven Wilson, John Paul Jones.
Pracował nad realizacją albumu Emmy Bunton Life in Mono (2006). W 2024 zastąpił tymczasowo basistę Pete Trewavasa w zespole Marillion na czas jego rehabilitacji po operacji serca.

## Dyskografia

### Ellis, Beggs & Howard

#### single
- „Big Bubbles No Troubles” - RCA PB 42089 - June 88 - # 59 UK
- „Bad Times” - RCA PB 42041 - August 88
- „Where Did Tomorrow Go?” - RCA PB42317 - November 1988
- „Big Bubbles No Troubles” remix - RCA PB 42089 - February 89 - # 41 UK
- „Big Bubbles No Troubles” remix - RCA PB 42788 - April 1989

#### albumy
- Homelands - RCA - 1988
- The Lost Years Volume One - available from Nick Beggs website
- The Lost Years Volume Two - again, available from Nick Beggs website as of February 2010

### Solo

#### albumy
- Stick Insect (2002 Stick Enterprises)[4]
- The Maverick Helmsman (2004 Stick Enterprises)
- The Darkness In Men's Hearts (2013)[5]

### zeSteve'em Hackettem
- Out of the Tunnel's Mouth (2009)